# Augusto Polo Campos
Augusto Armando Polo Campos (Puquio, Ayacucho, 25 de febrero de 1932-Lima, 17 de enero de 2018) fue un compositor, cantautor, detective y maestro musical peruano, especializado en música criolla y afroperuana. Fue reconocido por el Ministerio de Cultura del Perú como una Personalidad Meritoria de la Cultura por haber contribuido a la vigencia de géneros musicales representativos del Patrimonio Cultural Inmaterial Peruano, como el vals peruano.
Obtuvo reconocimiento internacional por ser el compositor de diversos temas musicales como «Cariño malo» y «Cariño bonito»[cita requerida].
Su vals «Regresa» y «Cuando llora mi guitarra», interpretados por Lucha Reyes y Óscar Avilés respectivamente, son considerados sus obras más emblemáticas y fueron los que le permitieron elaborar sencillos para diversos artistas de diferentes géneros como Palmenia Pizarro, Tania Libertad, María Dolores Pradera, Raphael, Cecilia Barraza, Soledad Pastorutti, Lucía de la Cruz, Natalia Lafourcade, Gian Marco, Julio Iglesias, Julio Jaramillo, Juan Diego Flórez, Armando Manzanero, Cecilia Bracamonte, Eva Ayllón, Arturo "Zambo" Cavero, Los Troveros Criollos, Alejandro Lerner, Los Morochucos, entre otros.

## Biografía
Nació el 25 de febrero de 1932, siendo sus padres el Capitán EP Rodrigo Polo Alzamora (nacido en Lima) y Flor de María Campos (natural de Chiclayo, Lambayeque).
En 1933, la familia se trasladó al limeño distrito del Rímac. A la casa de sus padres acudían artistas y cantantes, la bohemia y la jarana nutrieron su creatividad, convirtiéndolo muy pronto en un prolífico y exitoso compositor.[cita requerida]
Ingresó a la Escuela de Auxiliares de Investigaciones de la Escuela de Detectives del Cuerpo de Investigación y Vigilancia (CIV) de la Escuela Nacional de Policía, que en esa época quedaba en la Avenida Sebastian Lorente Ibáñez en los Barrios Altos, Cercado de Lima, egresando con el grado de Auxiliar de 3.ª. CIV, habiendo pasado al retiro a su solicitud, con el grado policial de Auxiliar de 3.ª. de la Policía de Investigaciones del Perú, por la Resolución N.º 9 del 17 de febrero de 1964, luego de prestar 10 años y 17 días de servicios reales y efectivos en dicho cuerpo de policía civil.
Mantuvo una relación con Cecilia Bracamonte, con quien tuvo una hija llamada Selena. Con la cantante Lina Panchano, con quien tuvo a Marco Polo, con la vedette y excongresista Susy Díaz, producto de la relación, Flor Polo Díaz y también con la vedette Carmen Belahonia "Zulu", con quien tuvo un hijo llamado Giomar Augusto. Se casó solo una vez con Blanca Linares Borja y con ella tuvo a su primogenito, Augusto Polo Campos Jr. En total tiene siete hijos.[cita requerida]
Fue autodidacta, ya que no estudió música ni tocaba instrumento musical alguno.[cita requerida]
En el 2009, el tema «Cariño Malo» generó una controversia con su amigo y compadre, el cantante mexicano, Armando Manzanero por temas de regalías, cuestión que dañaría la amistad que existía entre ambos artistas y que involucraría también a la Asociación Peruana de Autores y Compositores (APDAYC).
En 2013 se realizó la miniserie Los amores de Polo, miniserie de ficción inspirada en su biografía que se planificó desde 2005. Fue protagonizada por Paco Bazán.

### Enfermedad y defunción

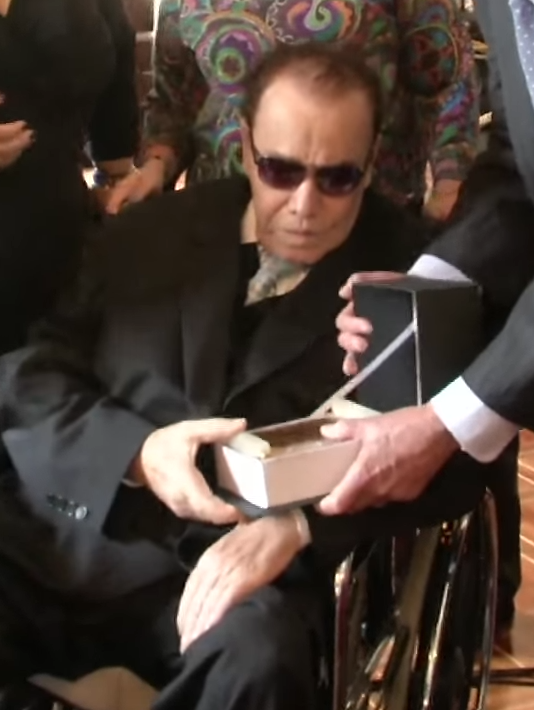
Augusto Polo Campos en 2016

El 14 de enero de 2018 (tres días antes de que falleciera), hubo rumores de que Polo Campos había fallecido, hecho que desmentido. La mañana del miércoles 17 de enero de 2018 los médicos que lo trataban anunciaron que la salud de Polo Campos se había deteriorado a un nivel alarmante y que su situación era crítica. Augusto falleció a las 11:40 p. m. de mismo día en la clínica Good Hope ubicada en el distrito de Miraflores en Lima, a los 86 años de edad por problemas de un infarto fulminante, debido a la diabetes que padecía.
Ante este hecho, la municipalidad del Distrito del Rimac, declaró días de duelo local el 18 y 19 de enero y dispuso que la bandera del distrito fuera izada a media asta en todas las instituciones públicas y privadas de su jurisdicción. Los bienes fueron custodiados por Flor Polo cuando fue asignada como albacea en 2018.

## Composiciones
Admirado por sus composiciones y arreglos musicales, se le puede considerar como uno de los mejores compositores de música criolla de la era moderna. Su carrera artística puede dividirse en 3 etapas, cada una de ellas vinculada íntimamente a un conjunto de música criolla:
- En la década de 1950, la alianza artística con Los Troveros Criollos (el dúo y el trío), lo llevó a la fama. Durante la llamada época de oro de Augusto Polo Campos como compositor, Los Troveros Criollos popularizaron sus primeros grandes temas, como «La Jarana de Colón», «Ay Raquel», «Romance en la Parada», «Tu Perdición», «Vuelve pronto», «Noche de Amargura», entre otros.
- Durante la década de 1960, la alianza artística con Los Morochucos cimentó su fama. Durante esta época Los Morochucos popularizaron su más grande éxito internacional (Cuando llora mi Guitarra), así como «Cariño Malo» y «Si Lima pudiera hablar».
- Entre 1971 y 1978, la alianza artística con el dúo formado por Arturo Cavero y Óscar Avilés, le deparó grandes éxitos populares, sobre todo con «Cada Domingo a las 12 después de la Misa» y con los temas nacionalistas «Y se llama Perú» y «Contigo Perú», por encargo del gobierno Revolucionario de la Fuerza Armada. Ambas canciones se convirtieron rápidamente en un himno de peruanidad. El régimen quería que las composiciones hincharan de patriotismo el pecho de los peruanos. Escribió la letra de «Contigo Perú» en 15 minutos y cobró 20.000 dólares.[15] Fue interpretado magistralmente por Arturo “Zambo” Cavero, acompañado en la guitarra por Óscar Avilés. Esta composición fue usada como himno por la Federación peruana de fútbol en la clasificación para el Mundial de 1978.[15] Ambos temas fueron ampliamente promovidos y difundidos por las emisoras del gobierno militar de esa década. Luego el gobierno de Belaúnde contrata a Polo Campos para hacer un nuevo vals nacionalista.

Así, la obra de Polo Campos es muy polifacética y no tiene lealtades políticas. Varias veces el propio Polo Campos reconoció, con mucho orgullo, que él era un compositor profesional y vendía su obra al mejor postor.[cita requerida] Compuso valses sobre nacionalistas y militaristas («Y se llama Perú»), tradicionalistas («Limeña»), populares («Romance en la Parada») y románticos («Vuelve pronto»).
Otras de sus composiciones más destacadas son:
- Contigo Peru
- Y se llama Peru
- Regresa
- Cuando llora mi guitarra
- Paquete de té
- El Cholo Simón
- Hombre con H
- Contigo y sin ti
- De puerta en puerta
- Canción de cuna para cuando me vaya
- Mi pequeñita
- Que lindo es mi Perú
- Esta es mi tierra
- La guardia nueva
- Cariño bueno
- Cariño ausente
- Vieja Limeña

Así mismo, ha compuesto diversos himnos para colegios en Lima y en el interior del país; como por ejemplo el tema para el Colegio Lima-San Carlos, donde cursó sus estudios escolares.[cita requerida]

## Relación con el gobierno militar
Se puede afirmar que Augusto Polo Campos fue contratado consecutivamente por los gobiernos militares de Juan Velazco Alvarado y Francisco Morales Bermúdez para la composición de temas musicales que culminaron en «Y se llama Perú» y «Contigo Perú», respectivamente. Sin embargo, los motivos exactos detrás de las peticiones de los gobiernos de turno, así como las negociaciones o razones por los que el compositor aceptó la petición, se encuentran fuera de registros históricos y se tienen diversas versiones que han evolucionado según el autor y el tiempo. La República público que Velazco Alvarado convoco al artista a fin de producir una canción previa a la fase clasificatoria del Mundial Alemania'74 con la finalidad de "Tienes que hacer una canción que le devuelva la fe al pueblo"  por la que pidió la suma de 10,000 dólares. De la misma fuente se tiene que Morales Bermúdez solicitó una canción bajo el mismo propósito en las eliminatorias del Mundial Argentina '78 por la cual recibió 20,000 dólares. 
El Mercurio de Chile también hace mención a estos contratos en una de sus publicaciones.
José Antonio Lloréns Amico en su libro (Música popular en Lima: criollos y andinos) mencionó una posible fuente donde se podría verificar esta información  "Luego le compuso al régimen de Morales Bermúdez, mediante un contrato con la Oficina de Información del Estado, el valse Contigo Perú"
El mismo autor también público que Polo Campos no estaba del lado del gobierno militar según lo expreso en una entrevista:
"[...] Muchos piensan que [Y se llama Perú] se la saqué al gobierno
militar, pero fue una protesta contra él, porque justamente Paname-
ricana [Canal 5 T.V.] me la pidió y me la pagó. Yo por humillar al
gobierno militar, cobré en pasajes -y lo dije muy claro- para ir a ver
a mi hijo que está en los Estados Unidos porque en su patria no
puede, por falta de libertad. [...] Después, Contigo Perú sí fue para
ellos [los gobernantes militares], pero les cobré y fuerte para la
época. Y ahora a este gobierno democrático le he cobrado y me ha
robado. El señor Miguel Alva Orlandini me ha robado el dinero que
regalé a Cooperación Popular, porque yo cobré por Cuenta conmigo
Perú 10 millones de soles con tal que sean tres para mí y siete para
Cooperación Popular, regalados por mí, un pobre que ni tiene casa
propia ni nada. [...] Además tampoco me han pagado ni lo mío, se
los digo y con papeles; yo no tengo pelos en la lengua. Mi talento yo lo vendo. . ."
El diario El Pueblo también tiene un boletín al respecto de la relación entre Polo Campos y los gobiernos militares 